# Stegastes arcifrons
Stegastes arcifrons, thường được gọi là cá thia Galapagos hay cá thia đỉnh vàng, là một loài cá biển thuộc chi Stegastes trong họ Cá thia. Loài này được mô tả lần đầu tiên vào năm 1903.

## Phân bố và môi trường sống
S. arcifrons là loài đặc hữu của khu vực đông Thái Bình Dương, và được tìm thấy tại quần đảo Galapagos, đảo Malpelo, đảo Cocos, đảo Isla de la Plata (Ecuador) và vùng biển Ecuador từ Manabi đến Salinas. S. arcifrons thường sống xung quanh các rạn san hô hoặc những bãi đá ngầm ở độ sâu khoảng 1 – 20 m.

## Mô tả
S. arcifrons trưởng thành dài khoảng 13 cm. Tùy theo khu vực địa lý mà S. arcifrons có những biến thể màu sắc khác nhau. Thường thì thân của S. arcifrons có màu nâu đen với những khoảng màu vàng, với các vảy lớn có viền đen. Nắp mang thường ánh màu tím. Môi, đuôi và vây ngực có màu vàng. Mống mắt màu xanh da trời. Cá con có hình dáng tương đồng với cá trưởng thành, thân có màu xanh đen, đuôi màu vàng cam và đốm lớn trên vây lưng.
Số ngạnh ở vây lưng: 12; Số vây tia mềm ở vây lưng: 15 - 16; Số ngạnh ở vây hậu môn: 2; Số vây tia mềm ở vây hậu môn: 12 - 13; Số vây tia mềm ở vây ngực: 19 - 20.
Thức ăn của S. arcifrons là rong tảo và các động vật không xương sống (giun, hải quỳ, giáp xác). S. arcifrons sinh sản theo cặp, trứng bám dính vào đáy biển và được bảo vệ bởi cá đực. S. arcifrons có tính lãnh thổ và hung dữ.